# Commission Armand
La commission Armand fut la première commission de la Communauté européenne de l'énergie atomique (Euratom), entre 1958 et 1959. Son président était le Français Louis Armand.
Il y a eu par la suite deux autres commissions avant que l'exécutif de l'Euratom ne soit fusionné avec la Communauté européenne du charbon et de l'acier et la Communauté économique européenne en 1967 pour devenir les Communautés européennes.

## Sources
- (en) Cet article est partiellement ou en totalité issu de l’article de Wikipédia en anglais intitulé « Armand Commission » (voir la liste des auteurs).

## Compléments